# Pyrinia subsanguinea
Pyrinia subsanguinea är en fjärilsart som beskrevs av Paul Dognin 1910. Pyrinia subsanguinea ingår i släktet Pyrinia och familjen mätare. Inga underarter finns listade.